# Iodeto de trimetilsilila
Iodeto de trimetilsilila, (CH3)3SiI, é um composto organosilício que apresenta-se como um líquido incolor e volátil a temperatura ambiente.

## Preparação
Iodeto de trimetilsilila pode ser preparado pela clivagem oxidativa de hexametildisilano por iodo, ou pela clivagem de hexametildisiloxano com triiodeto de alumínio.
TMS-TMS + I2 → 2 TMSI (TMS = (CH3)3Si)
TMS-O-TMS + AlI3 → 2 TMSI + "AlIO"

## Aplicações
Iodeto de trimetilsilila é usado para introduzir o grupo trimetilsililal em álcoois (ROH):
ROH + TMSI → RO(TMS) + HI
Este tipo de reaão pode ser útil para análises por cromatografia a gás; o éter desilila resultante é mais volátil que o materiais originais não derivados.
Para a preparação em maior escala de compostos de trimetilsililados, o cloreto de trimetilsilila pode ser preferido devido a seu custo mais baixo.